# Грачёв, Иван Дмитриевич (политик)
Иван Дмитриевич Грачёв (род. 19 февраля 1952 года г. Якутск, ЯАССР, СССР) — российский политический деятель, депутат Государственной думы I, II, III, V, VI созывов. Член фракции «Справедливая Россия», в Госдуме VI созыва — член комитета по энергетике.

## Биография
Родился 19 февраля 1952 года в Якутске.
Окончил физический факультет Казанского государственного университета в 1973 году, затем аспирантуру КГУ, получив степень кандидата физико-математических наук. В 2010 году защитил докторскую диссертацию по эконофизике, став доктором экономических наук.
С 1973 по 1993 годы — инженер, младший, затем старший научный сотрудник, заведующий отделом Казанского научно-исследовательского технологического и проектного института химико-фотографической промышленности «Техфотопроект». Соавтор  7 изобретений, за внедрение изобретения, созданного после 20 августа 1973 года вручен нагрудный знак Изобретатель СССР, имеет свыше 100 опубликованных научных работ.
Политическую деятельность начал в 1990 году депутатом Верховного Совета Республики Татарстан. С 1993 года избирается в Государственную Думу РФ. Занимал должности заместителя председателя Комитета по собственности, приватизации и хозяйственной деятельности, председателя комиссии по развитию ипотечного кредитования, заместителя председателя Комитета по энергетике.
В 2012 году депутатами Государственной Думы шестого созыва И. Д. Грачев избран председателем Комитета Государственной Думы по энергетике.
С 2017 главный научный сотрудник ЦЭМИ.

### Политическая деятельность
Избирался депутатом Верховного Совета Республики Татарстан (1990—1993), был лидером депутатской группы «Народовластие» и группы депутатов-хозяйственников «Согласие», возглавлял рабочую группу по подготовке программы рыночных преобразований в Татарстане.
В 1993 году был избран в Государственную Думу РФ первого созыва по федеральному списку объединения «Яблоко», в течение двух созывов был членом фракции «Яблоко», заместителем председателя Комитета Государственной Думы по собственности, приватизации и хозяйственной деятельности.
В феврале 1998 года Иван Грачёв покинул «Яблоко», так как вошел в конфликт с руководством партии, которое установило новые критерии для членства, которые лично не устраивали Грачёва.
В декабре 1999 года был избран депутатом Государственной Думы РФ третьего созыва по федеральному списку избирательного блока «Отечество — Вся Россия», являлся членом группы «Народный депутат» до марта 2001 года, в дальнейшем не входил в зарегистрированные депутатские объединения, был членом Комитета по собственности, председателем Комиссии по развитию ипотечного кредитования.
25 марта 2001 года баллотировался на пост президента Татарстана, занял третье место, набрав 5,47 % голосов.
2 декабря 2007 года избран депутатом Государственной Думы РФ пятого созыва в составе федерального списка кандидатов, выдвинутого партией «Справедливая Россия: Родина/Пенсионеры/Жизнь». В Думе нового созыва являлся заместителем председателя Комитета по энергетике.
В 2012 году депутатами Государственной Думы шестого созыва И. Д. Грачев избран председателем Комитета Государственной Думы по энергетике.
4 июля 2016 года на съезде Партии Роста выдвинут по одномандатному округу № 95 кандидатом в депутаты Государственной думы РФ VII созыва. По итогам голосования занял третье место, победа досталась кандидату от «Единой России» С. Ю. Тену.

## Законотворческая деятельность
С 1993 по 2016 год, в течение исполнения полномочий депутата Государственной Думы I, II, III, V, VI созывов, выступил соавтором 207 законодательных инициатив и поправок к проектам федеральных законов.

## Критика
В начале 2009 года было принято решение о ликвидации Иркутского высшего военного авиационного инженерного училища, в связи с чем на имя Ивана Грачёва пришли немало писем от жителей Иркутской области с просьбой добиться отмены решения о ликвидации. Грачёв утверждал, что не получал никаких писем: подобный ответ вызвал возмущение со стороны начальника училища в 1991—2000 годах генерал-майора Александра Барсукова.

## Семья
Женат, имеет сына от второго брака и двух дочерей от первого брака. Жена — Оксана Дмитриева, бывший министр, депутат Государственной Думы РФ нескольких созывов.

## Работы
- Грачёв И. Д.. Статистическая модель автопрогресса экономических систем. — М.: Наука, 2010. — 181 с. — ISBN 978-5-02-037085-2.

## Увлечения
Шахматы, баскетбол.